# 實尾島事件
實尾島事件（：／）發生於1971年8月23日，是韓國最大的一宗派北特務叛亂事件。韩国空军684部隊因南北缓和后遭受不公待遇，发动“武装叛乱”前往青瓦台總統府抗议。在汉城与军警发生冲突后全军覆灭。

## 事件經過
1968年1月21日，31名朝鲜民主主义人民共和国特工受朝鲜劳动党总书记金日成命令，成功向南潜入韩国并试图襲擊當時的韩国總統朴正熙未遂，史稱“青瓦台事件”。三個月後，朴正熙為報復，決定組成行刺金日成的特工部隊，關於特工的組成份子存有多種說法，2003年的電影《實尾島風雲》將31名成員描述為從全國死囚罪犯及流氓中抽選而成的死士，但也有隊員遺族宣稱成員多為受待遇吸引的一般民眾。這31人又稱為「大韓民國空軍2325大隊209特遣隊」或「684部隊」，684是指部隊成立的年份（1968年）及月份（4月），而684部隊的訓練基地就在仁川廣域市以西的實尾島。
但在不久後，南北簽訂協議停止派遣特工侵犯對方，而七名684部隊成員又在訓練期間死亡。其餘24名成員為了抗議当局，在1971年8月23日，24人將島內的教官和看管軍人殺死，攔劫一艘漁船逃往仁川，他們在松島劫持一輛公共汽車，要求司機駛往青瓦台。在前往漢城的沿途中，「684部隊」與沿路圍堵的軍警經過多次激烈槍戰，在漢江南岸永登浦区大方洞（现属铜雀区）的「柳韓洋行」（유한양행）大樓前遭受到重重圍捕，與軍警發生激戰。24人最後在公車上引爆手榴彈自殺，其中20人當場死亡，而最後存活的4人全部在被捕後送上軍事法庭，並被處以死刑，在1972年3月10日執行槍決。韓國國防部部長丁來赫則在實尾島一案發生兩日後的8月25日辭職下台。
2003年，韓國電影以此事作為劇情背景。